# Danijel Krivić
Danijel Krivić (Livno, 1980. szeptember 17. –) bosnyák válogatott labdarúgó.

## Pályafutása
Krivić szülővárosa csapatában, az NK Troglav 1918 Livnoban kezdte meg labdarúgó-pályafutását. 2003 és 2004 között a Győri ETO FC játékosa volt, azonban bajnoki mérkőzésen a csapat színeiben nem lépett pályára. 2018-ban vonult vissza a labdarúgástól. 2002-ben egy alkalommal szerepelt a bosnyák válogatottban.

## Mérkőzései a bosnyák válogatottban
| #  | Dátum               | Ellenfél    | Eredmény | Kiírás              | Esemény |
| -- | ------------------- | ----------- | -------- | ------------------- | ------- |
| 1. | 2002. augusztus 21. | Jugoszlávia | 0 – 2    | barátságos mérkőzés | 46'     |